# Équipe d'Algérie de football en 1977
L'équipe d'Algérie de football participe lors de cette année aux Tours préliminaires à la Coupe du monde de football 1978. L'équipe d'Algérie est entraînée par Rachid Mekloufi.

## Les matchs
| Date            | Stade, Ville, Pays                         | Adversaire | Score | Comp | Buteurs algériens                                  |
| 11 janvier 1977 | Stade du 5 Juillet 1962 Alger, Algérie     | Bulgarie   | 1 - 1 | A    | Griche 87e                                         |
| 6 février 1977  | Stade olympique d'El Menzah Tunis, Tunisie | Tunisie    | 2 - 0 | QCM  |                                                    |
| 17 février 1977 | Stade du 5 Juillet 1962 Alger, Algérie     | Kenya      | 4 - 1 | QCAN | Baileche 5e 69e, Betrouni 12e, Tlemçani 45e (pen.) |
| 28 février 1977 | Stade du 5 Juillet 1962 Alger, Algérie     | Tunisie    | 1 - 1 | QCM  | Guendouz 34e                                       |
| 13 mars 1977    | Nyayo National Stadium Nairobi, Kenya      | Kenya      | 2 - 1 | QCAN | Ighili 22e                                         |
| 1er mai 1977    | Stade du 5 Juillet 1962 Alger, Algérie     | Sénégal    | 2 - 0 | A    | Bencheikh 28e, Fergani 43e                         |
| 10 juin 1977    | Stade du 5 Juillet 1962 Alger, Algérie     | Zambie     | 2 - 0 | QCAN | Ali Messaoud 2e, Ighili 74e                        |
| 26 juin 1977    | Independence Stadium Lusaka, Zambie        | Zambie     | 2 - 0 | QCAN |                                                    |

Légende: A : Match amical  / QCM : Tours préliminaires à la Coupe du monde de football 1978  / QCAN : Qualifications à la Coupe d'Afrique des nations de football 1978

### Bilan
| Rang | Équipe  | Pts | J | G | N | P | Bp | Bc | Diff |
| ---- | ------- | --- | - | - | - | - | -- | -- | ---- |
| #    | Algérie | 16  | 8 | 3 | 2 | 3 | 11 | 9  | +2   |